# Cycloptiloides orientalis
Cycloptiloides orientalis är en insektsart som beskrevs av Lucien Chopard 1925. Cycloptiloides orientalis ingår i släktet Cycloptiloides och familjen Mogoplistidae. Inga underarter finns listade i Catalogue of Life.